# Balló Gábor
Balló Gábor Imre (Budapest, 1943. augusztus 2. – 2016. június 19.) magyar díszlettervező, pedagógus.

## Életpályája
Szülei: Székelyudvarhelyi származású Balló Gábor és Rácz Margit. Általános iskolai tanulmányait az Erzsébet utcai (1949–1953), majd a Bajza utcai Általános Iskolában (1953–1957) végezte el. 1957–1961 között végzett a Képző- és Iparművészeti Szakközépiskola szobrász szakán. 1962–1966 között a Hunnia Filmstúdió tervezőasszisztense volt. 1966–1970 között a Magyar Televízió díszlettervező asszisztense, 1970–2002 között pedig díszlettervezője volt. 1975-ben az Iparművészeti Főiskola díszlettervező szakán végzett. 1979-től a Csebi-Pogány István Művészkör művészeti vezetője. 1981-ben elvégezte az ELTE esztétika szakát. 2000–2001 között az Újpesti Művészeti Szakközépiskola alapító művészeti vezetője és tanára volt.
Kb. 200 tv-játék, szórakoztató és sorozatműsor díszletét tervezte meg. Több mint 40 nívódíjat kapott. Hazai és külföldi kiállításokon egyaránt részt vesz.

## Színházi munkái
A Színházi Adattárban regisztrált bemutatóinak száma: 3.
- Kocsis István: Bolyai János estéje (1976)
- Mascagni: Parasztbecsület (1988)
- Leoncavallo: Bajazzók (1988)

## Filmjei
- A csodadoktor (1972)
- Utazás a Holdba 1-3. (1974)
- Embersirató (1974)
- Utolsó padban (1975)
- Tornyot választok (1975)
- A vonatok reggel indulnak (1976)
- Negyedik forduló (1977)
- Fogságom naplója (1977)
- Két jegygyűrű (1978)
- Saroküzlet 1978
- Az ezernevű lány (1979)
- A korona aranyból van (1979)
- Gyümölcsoltó Boldogasszony 1980
- Gazdag szegények (1980)
- A mérkőzés (1980)
- Istenek és szerelmesek (1981)
- A hét varázsdoboz (1985)
- Szindbád nyolcadik utazása (1985)
- Az éjszaka vége (1986)
- Az aranygyapjú elrablása (1987)
- Földnélküly János
- Csodakarikás (1987)
- Vakvilágban (1987)
- A világ legrosszabb gyereke (1987)
- A bikafejű szörnyeteg (1988)
- Tűrhető Lajos (1988)
- Luca néni feltámadása (1988)
- Fagylalt tölcsér nélkül (1989)
- Halállista (1989)
- Kronosz bukása (1990)
- Egy államférfi vallomásai (1990)
- A próbababák bálja (1991)
- Szent Gellért legendája (1994)